# 塔弗斯維爾 (喬治亞州)
塔弗斯維爾（英語：Tarversville）是位於美國喬治亞州特維格縣的一個非建制地區。該地的面積和人口皆未知。

## 地理
塔弗斯維爾的座標為32°32′25″N 83°26′24″W / 32.54028°N 83.44000°W，而該地的平均海拔高度為139米（即456英尺）。